# Timo Langer
Timo Langer ist ein britischer Filmeditor und Filmemacher.

## Karriere
Langer stammt aus Edinburgh und schloss einen Master in Visueller Kommunikation an der Edinburgh Napier University ab. Seine erste Produktion war 2006 The Big Forever. Darauf folgte 2007 noch der Kurzfilm Dach, bei der er ebenfalls als Autorenfilmer aktiv war. Danach arbeitete er fast ausschließlich als Filmeditor. Besonders ist dabei seine Kooperation mit dem Regisseur Mark Cousins. Im Jahr 2017 drehte er den Film I Am Anna. Für den Film A Sudden Glimpse to Deeper Things arbeitete er 2024 als Filmeditor und erhielt beim DOK.fest München 2025 den DOK.edit Award.

## Filmografie (Auswahl)
- 2006: The Big Forever (Kurzfilm, Regie, Produktion)
- 2007: Dach (Kurzfilm, Regie, Buch, Schnitt)
- 2008: The New Ten Commandments
- 2009: The Narnia Code (Fernsehfilm)
- 2009: Pollphail (Kurzfilm)
- 2009: The First Movie
- 2010: The Rigt to Privacy (Kurzfilm)
- 2011: The Guga Hunters of Ness
- 2011: The Story of Film: An Odyssey (Miniserie)
- 2012: What Is This Film Called Love?
- 2012: Finding Josephine (Kurzfilm)
- 2013: A Story of Children and Film
- 2013: Here Be Dragons
- 2014: Life May Be
- 2014: Chappin (Kurzfilm)
- 2014: But Then Again, Too Few to Mention (Kurzfilm)
- 2014: 6 Desires: DH Lawrence and Sardinia
- 2014: The Place (Kurzfilm)
- 2015: I Am Belfast
- 2015: Atomic: Living in Dread and Promise
- 2015: We All Fall Down (Kurzfilm)
- 2016: Bigger than the Shining
- 2016: Where We Are Now (Kurzfilm)
- 2016: Swan (Kurzfilm)
- 2016: Stockholm My Love
- 2017: Howls (Kurzfilm)
- 2017: I Am Anna (Regie, Produktion, Buch, Schnitt)
- 2018: The Eyes of Orson Welles
- 2018: Women Make Film: A New Road Movie Through Cinema (Fernsehserie)
- 2019: Storm in My Heart
- 2020: Alexander’s Film (Kurzfilm)
- 2021: The Story of Looking
- 2021: The Story of Film: A New Generation
- 2021: The Storms of Jeremy Thomas
- 2022: Marcia su Roma
- 2022: My Name Is Alfred Hitchcock
- 2024: A Sudden Glimpse to Deeper Things
- 2024: The Hearth

## Auszeichnungen (Auswahl)
- 2025: DOK.edit Award des DOK.fest München für A Sudden Glimpse to Deeper Things